# Осорио, Дарио
Дари́о Эстеба́н Осо́рио Осо́рио (исп. Darío Esteban Osorio Osorio; родился 24 января 2004, Ихуэлас) — чилийский футболист, полузащитник датского клуба «Мидтьюлланн» и национальной сборной Чили.

## Клубная карьера
Уроженец Ихуэласа, Дарио выступал за молодёжные «Сантьяго Уондерерс» и «Эскуэла Мунисипаль Ихуэлас». В 2015 году стал игроком футбольной академии клуба «Универсидад де Чили». 15 января 2022 года дебютировал в основном составе «Универсидад де Чили» в матче Летнего турнира Аргентины против «Коло-Коло». 21 февраля 2022 года дебютировал в высшем дивизионе чемпионата Чили против клуба «Ньюбленсе».
31 августа 2023 года перешёл в датский клуб «Мидтьюлланн», подписав пятилетний контракт.

## Карьера в сборной
Выступал за сборные Чили до 17 и до 20 лет .
10 июня 2022 года дебютировал за главную сборную Чили в матче против сборной Туниса.